# Ньюфейн (селище, Вермонт)
Ньюфейн (англ. Newfane) — селище (англ. village) в США, в окрузі Віндем штату Вермонт. Населення — 87 осіб (2020).

## Географія
Ньюфейн розташований за координатами 42°59′15″ пн. ш. 72°39′21″ зх. д. / 42.98750° пн. ш. 72.65583° зх. д. (42.987414, -72.655889).  За даними Бюро перепису населення США в 2010 році селище мало площу 0,45 км², з яких 0,45 км² — суходіл та 0,00 км² — водойми.

## Демографія
Згідно з переписом 2010 року, у селищі мешкало 118 осіб у 61 домогосподарстві у складі 31 родини. Густота населення становила 260 осіб/км².  Було 78 помешкань (172/км²).
Расовий склад населення:
| - 98,3 % — білих - 0,8 % — чорних або афроамериканців - 0,8 % — азіатів |

До двох чи більше рас належало 0,0 %. Частка іспаномовних становила 0,8 % від усіх жителів.
За віковим діапазоном населення розподілялося таким чином: 15,3 % — особи молодші 18 років, 57,6 % — особи у віці 18—64 років, 27,1 % — особи у віці 65 років та старші. Медіана віку мешканця становила 53,0 року. На 100 осіб жіночої статі у селищі припадало 61,6 чоловіків;  на 100 жінок у віці від 18 років та старших — 58,7 чоловіків також старших 18 років.
Середній дохід на одне домашнє господарство  становив 45 131 долар США (медіана — 26 042), а середній дохід на одну сім'ю — 70 888 доларів (медіана — 78 750). За межею бідності перебувало 27,7 % осіб, у тому числі 75,0 % дітей у віці до 18 років та 0,0 % осіб у віці 65 років та старших.
Цивільне працевлаштоване населення становило 25 осіб. Основні галузі зайнятості: освіта, охорона здоров'я та соціальна допомога — 48,0 %, мистецтво, розваги та відпочинок — 20,0 %, роздрібна торгівля — 16,0 %, науковці, спеціалісти, менеджери — 16,0 %.